# Igreja do Interior Africano do Sudão do Sul e Sudão
A Igreja do Interior Africano do Sudão do Sul e Sudão  (em Inglês: African Inland Church of South Sudan and Sudan) é uma denominação reformada no Sudão e Sudão do Sul.
A denominação é conhecida pelo seu trabalho na tentativa de pacificação do Sudão do Sul, durante a Guerra Civil Sul-Sudanesa.

## História
A Missão para o Interior da África (MIA) foi fundada em Machakos, Quênia, em 1885, e mais tarde mudou-se para o que hoje é a República Democrática do Congo em 1912. 
A partir daí, a MIA começou a trabalhar no sul do Sudão em 1949. De acordo com os Regulamentos Missionários do Sudão de 1905, diferentes missões deveriam trabalhar em áreas separadas e claramente definidas, com exceção dos distritos orientais que foram declarados um “espaço aberto” onde qualquer missão poderia trabalhar.
Em bom entendimento com a Igreja Anglicana no sul do Sudão, a MIA concordou em assumir a responsabilidade por toda a Equatória Oriental, l permitindo à Igreja Anglicana se concentrar nas suas igrejas em rápido crescimento na margem oeste do Nilo. 
A nova missão foi composta por missionários americanos e congoleses. O trabalho médico desempenhou um papel significativo. Uma clínica que começou como um pequeno centro de saúde transformou-se em um grande hospital. 
Em 1955, todos os missionários estrangeiros tiveram de deixar o Sul do Sudão e o desenvolvimento da liderança nacional tornou-se uma prioridade urgente, embora a missão ainda fosse jovem.
O primeiro pastor sudanês da MIA foi ordenado em 1956. Em 1972, a igreja tornou-se totalmente autônoma, com cerca de 1.000 membros. Sob os seus líderes indígenas sudaneses, a igreja começou a crescer de forma constante a partir de 1973.
Desde então, a igreja é autogovernada e se espalhou pelo Sudão do Sul e Sudão.

## Doutrina
A Igreja do Interior Africano do Sudão é trinitária, confessa a divindade de Cristo e aceita as escrituras do Antigo e do Novo Testamento como autoridade absoluta e final em todas as questões de fé e conduta. O órgão máximo de governo da denominação é a assembleia geral, sob a qual existem conselhos eclesiásticos regionais, distritais e locais. Um conselho central da igreja, eleito pela assembleia geral, é responsável pela implementação das decisões da assembleia e pela administração geral da igreja, ações de campanha evangelística, incluindo plantação de igrejas, formação em discipulado, seminários e conferências. Os pastores da igreja são treinados em diversas instituições evangélicas no Sudão e no exterior.

## Relações intereclesiásticas
A igreja é membro do Conselho Mundial de Igrejas, Comunhão Mundial das Igrejas Reformadas. e do Conselho de Igrejas do Sudão do Sul.